# 霍存
霍存（?—893年），洺州曲周人，五代初年將領，義子霍彥威。
早年是黄巢的将领，善骑射，朱溫在王滿渡（今河南中牟北）大敗黃巢，霍存和葛從周、張歸霸、李讜等人一同投降朱溫。秦宗权攻汴州，霍存以三千人夜破张晊栅，又以骑兵破秦贤，斬杀三千人。
景福二年（893年）二月，時溥困於朱全忠大軍，向兗州節度使朱瑾求援。朱瑾發兵二萬救徐州，霍存立即發起攻勢，並與朱溫子朱友裕在彭城附近的石佛山下合擊，大敗朱瑾軍。但最後，霍存阵亡。

## 延伸阅读
[在维基数据编辑]
 《舊五代史·卷21》，出自薛居正《舊五代史》
 《新五代史·卷21》，出自歐陽修《新五代史》